# Liste der in Kassel verbliebenen Documentakunstwerke
In der Liste der in Kassel verbliebenen Documentakunstwerke werden alle Außenkunstwerke der Documenta aufgeführt die auf dem Gebiet der Stadt Kassel verblieben sind oder an anderer Stelle im Stadtgebiet wieder aufgestellt wurden. Grundsätzlich werden alle Außenobjekte, mit Ausnahme der immobilen wie die Stadtverwaldung statt Stadtverwaltung von Joseph Beuys oder der vertikale Erdkilometer von Walter De Maria temporär geplant. Es wurden in der Vergangenheit jedoch 18 Installationen dauerhaft gesichert. Es gibt keine systematische Ankaufspolitik, sondern der Verbleib hängt ab von dem Engagement der Bevölkerung, von Künstler- und Sponsorenaktivitäten. Die Eigentumsverhältnisse und Verantwortlichkeiten sind daher unterschiedlich. Schenkungen oder Erwerbungen erfolgten bislang aus documenta II (1959), documenta 6 (1977), documenta 7 (1982), DOCUMENTA IX (1992), documenta X (1997), dOCUMENTA (13) (2012) und documenta 14 (2017).
Die Kunstwerke sind in ihrer chronologischen Reihenfolge aufgeführt und ggf. alphabetisch nach Titel sortiert.
| |
| Scultura Astratta |
| Alberto Viani, 1959 |
| |
| Universität Kassel, Standort Wilhelmshöher Allee 71 (vormals Ingenieurschule); Kassel verlinkte Abbildung (Bitte Urheberrechte beachten) |

| |
| Three to one                                                                                          |
| Max Neuhaus; 1992                                                                                     |
| |
| Treppenhaus der AOK-Geschäftsstelle Kassel; Kassel verlinkte Abbildung (Bitte Urheberrechte beachten) |